# Kepler-62 e
Kepler-62 e è un pianeta extrasolare orbitante attorno alla stella Kepler-62, una nana arancione distante 1200 anni luce dal sistema solare, situata nella costellazione della Lira. La sua scoperta è stata annunciata il 18 aprile 2013 da parte del team della Missione Kepler.

## Caratteristiche
Il pianeta, con un raggio 1,6 volte quello terrestre, è probabilmente una super Terra con superficie solida, e si trova nella zona abitabile della stella, ove è possibile la presenza di acqua liquida in superficie. Compie un'orbita attorno alla sua stella ogni 122 giorni ad una distanza di 0,427 UA, insieme agli altri 4 pianeti confermati del suo sistema stellare.

### Abitabilità
Il Planetary Habitability Laboratory dell'Università di Arecibo ha calcolato la sua temperatura di equilibrio in 261 K (-12 °C), assumendo un'albedo di tipo terrestre (0,3). Considerando invece un'atmosfera simile a quella della Terra tale valore sale, per l'effetto serra, a 302 K (+29 °C), detta temperatura superficiale, valore che permette l'esistenza di acqua liquida in superficie. 
Alcuni studi su diversi modelli planetari suggeriscono che diversi pianeti delle dimensioni di Kepler-62 e possano essere interamente ricoperti da oceani, mentre altri dimostrano che, a seconda della densità, pianeti di queste dimensioni potrebbero essere ricchi di elementi volatili ed essere dei mininettuno gassosi senza superficie solida. Un altro fattore che potrebbe compromettere l'abitabilità planetaria, sempre a causa della sua natura superterrestre, è che il pianeta potrebbe avere un'atmosfera più densa di quanto ipotizzato, ed essere quindi simile a Venere (737 K). 
Considerando l'ipotesi che il pianeta abbia un'atmosfera di tipo terrestre, il suo Earth Similarity Index, pari a 0,83, è il tredicesimo più alto conosciuto a fine 2020.